# Bernardo Clesio
Bernard z Cles (italsky Bernardo Clesio, německy Bernhard von Cles (Glöß), latinsky Bernardus Clesius; 11. března 1485 na Castel Cles (hrad Cles) v obci Cles – 30. července 1539 v Brixenu), byl římskokatolický biskup a kardinál. V letech 1527 až 1539 byl předsedajícím Tajné rady císaře Ferdinanda I., roku 1531 zvoleného králem Svaté říše římské.

## Život a činnost

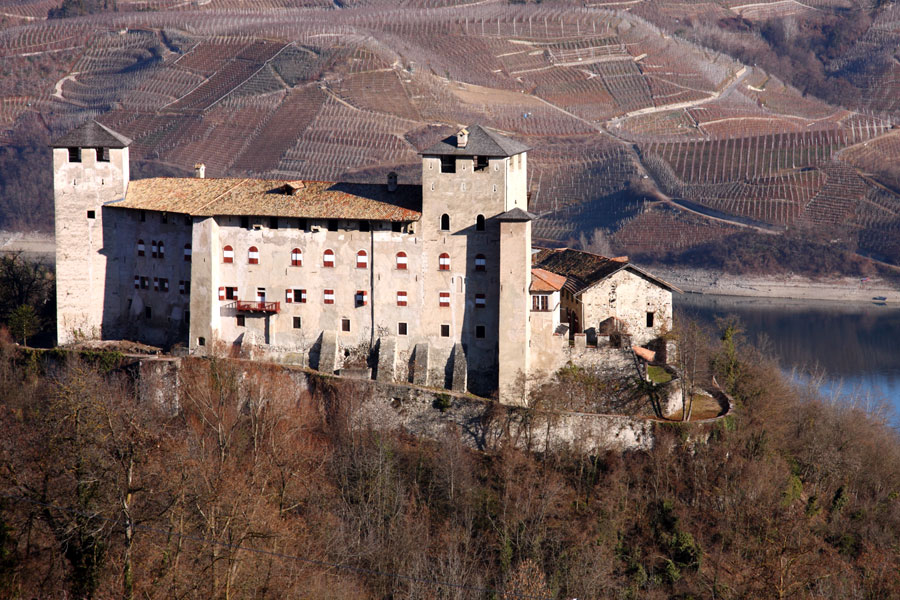
Hrad Cles

Bernardo pocházel z tridentského šlechtického rodu hrabat z Cles. Studoval právní vědy ve Veroně a Boloni a poté byl diplomatem ve službách Tridentského biskupství. 25. srpna 1514 se stal tridentským biskupem, 8. září 1515 obdržel kněžské a 11. září 1515 biskupské svěcení.
Papež Klement VII. jej 9. března 1530 povýšil do hodnosti kardinála a 16. května 1530 jej jmenoval kardinálem titulárního kostela S. Stefano al Monte Celio. 21. května 1539 se stal apoštolským administrátorem knížecího biskupství Brixen.
| Předchůdce: Jiří III. z Neidecku | Znak z doby nástupu | biskup tridentský 1514–1539 | Znak z doby konce vlády | Nástupce: Kryštof z Madruzza |

| Předchůdce: Jiří Rakouský | Znak z doby nástupu | biskup brixenský 1539–1539 | Znak z doby konce vlády | Nástupce: Kryštof Fuchs z Fuchsbergu |